# Madarcos
Madarcos és un municipi de la Comunitat de Madrid. Limita amb Horcajo de la Sierra al nord i al nord-oest; amb Horcajuelo de la Sierra i Prádena del Rincón a l'est; amb Puentes Viejas al sud; i amb Piñuécar-Gandullas a l'oest. En el seu terme es troba el despoblat de La Nava, en el paratge del mateix nom, al sud-est del municipi, a la vora de la M-137, que uneix Buitrago del Lozoya amb Montejo de la Sierra, passat el desviament cap a Madarcos.

## Demografia
| 1991 | 1996 | 2001 | 2004 | 2007 |
| ---- | ---- | ---- | ---- | ---- |
| 29   | 36   | 23   | 31   | 45   |